# Furthmühle (Vacha)
Die Furthmühle ist ein Einzelgehöft im Ortsteil Völkershausen in der Stadt Vacha im thüringischen Wartburgkreis.

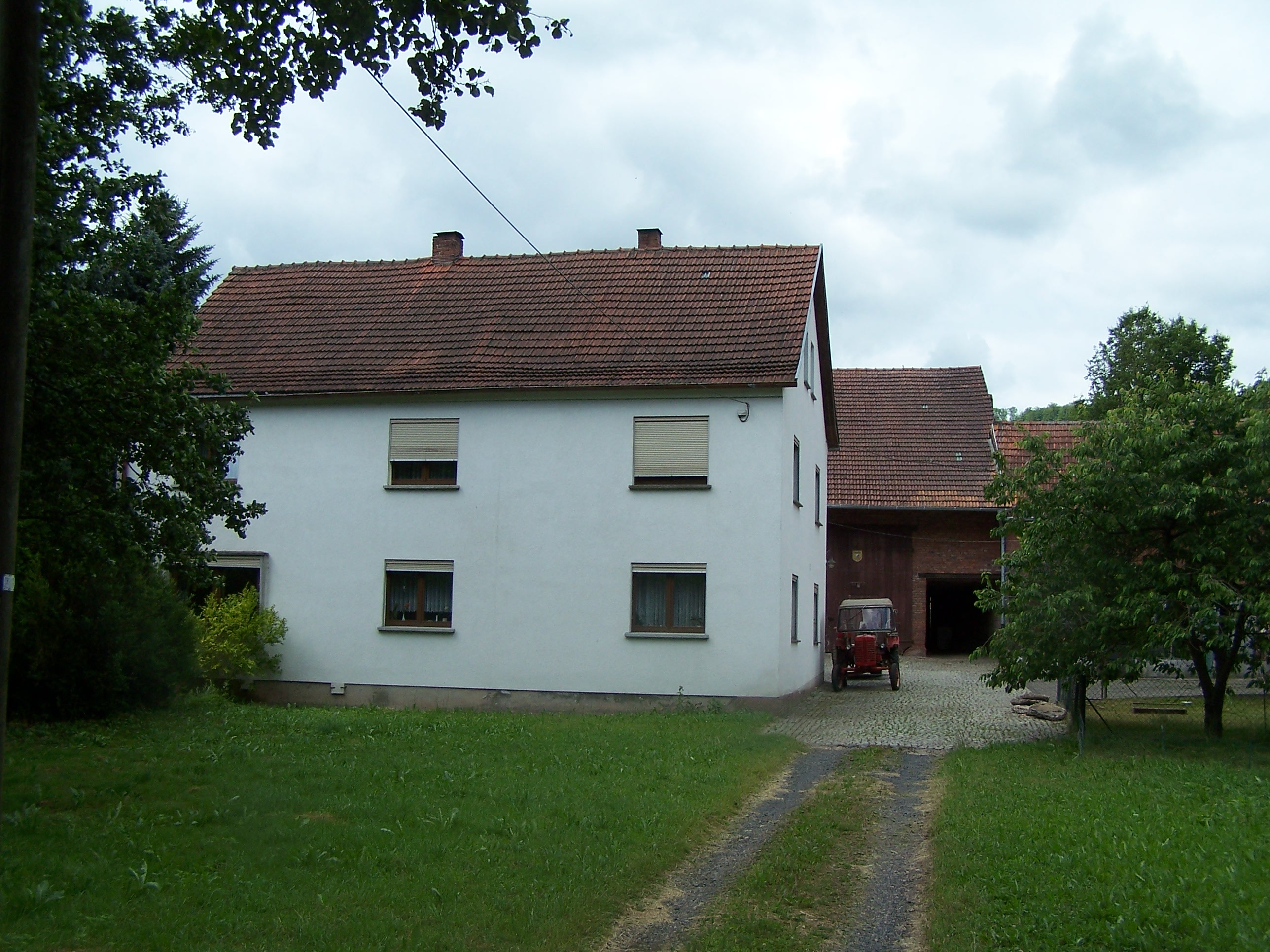
Die Furthmühle (2017)

## Lage und Verkehr
Die Furthmühle liegt etwa 200 m südöstlich von Völkershausen unmittelbar an der Oechse, die früher an dieser Stelle durch eine namensgebende Furt zu durchqueren war. Die Zufahrt zum Hof erfolgt aus östlicher Richtung von der Landesstraße 2601, die von Vacha nach Oechsen führt.
Die Mühle ist mit der Buslinie 111 (Vacha – Völkershausen – Oechsen) des Verkehrsunternehmen Wartburgmobil an den Öffentlichen Personennahverkehr angeschlossen.